# Роккавекк'я
Роккавекк'я, Рокка-Векк'я (італ. Rocavecchia, Roca Vecchia — «Стара Рока») — археологічна пам'ятка бронзової доби, розташована на узбережжі Адріатичного моря в Апулії, Південна Італія, за декілька км від сучасного міста Мелендуньо та недалеко від міста Лечче. З кінця 1980-х років тут, командою університету Саленто, ведуться розкопки добре збереженої монументальної архітектури доби бронзи (ІІ тис. до н. е.) та найбільші поклади мікенської кераміки, що коли-небудь знаходили на захід від материкової Греції.
Це місце залишалось населеним також і в залізну добу  та період класичної античності. У ці часи велика природна порожнина, що утворилась у вапнякових породах на узбережжі — Гротта-делла-Поезія (італ. Grotta della Poesia), використовувалася для культових практик. Тут знайдено велику кількість посвят місцевому божеству трьома мовами (грецькою, месапською та латиною).
У пізньому середньовіччі поблизу Роккавекк'я графом брієнським і подестом флорентійським Вальтером VI було засновано Роккануова.

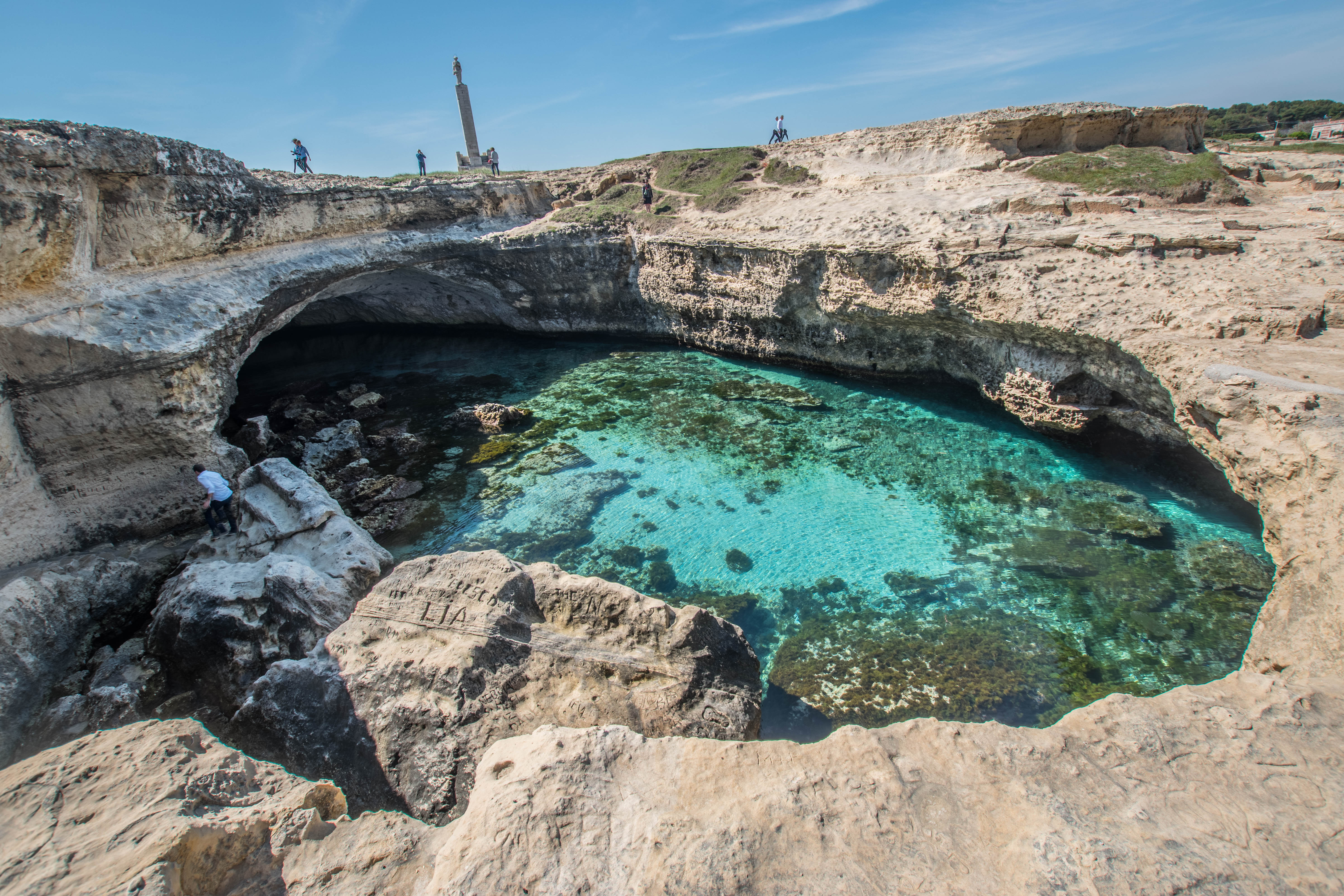
Грот Поезія
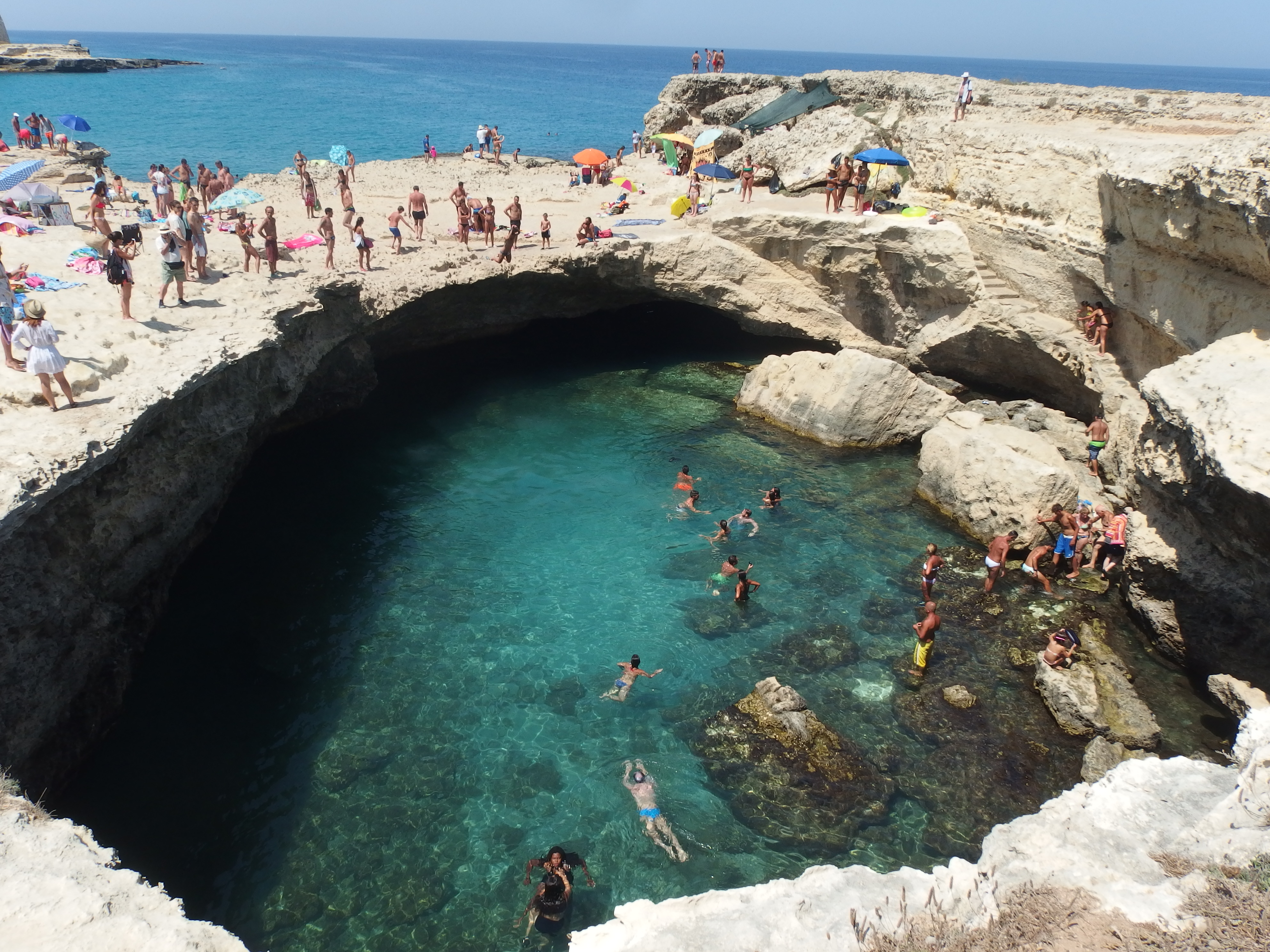
Грот Поезія
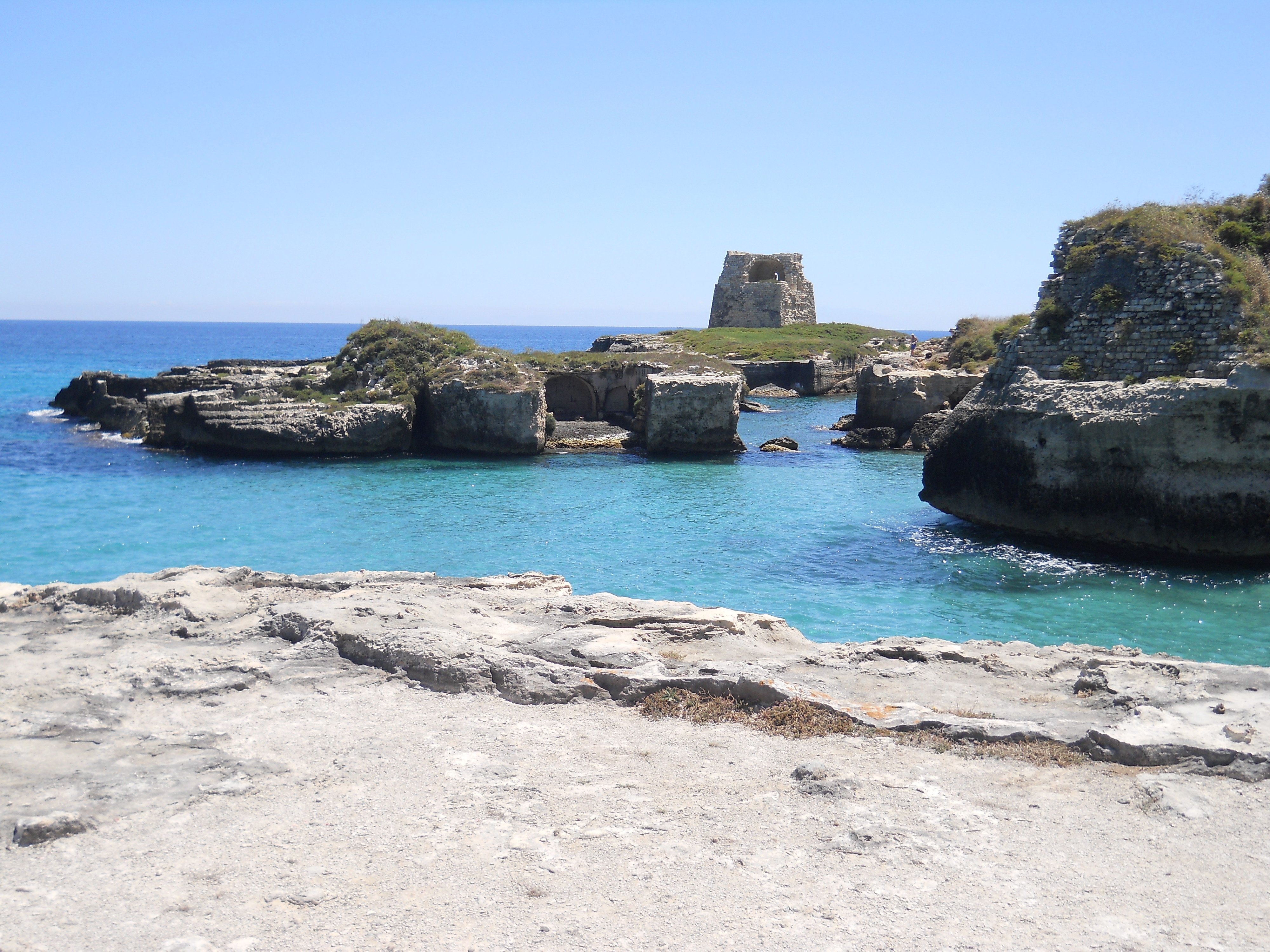
Роккавекк'я з моря
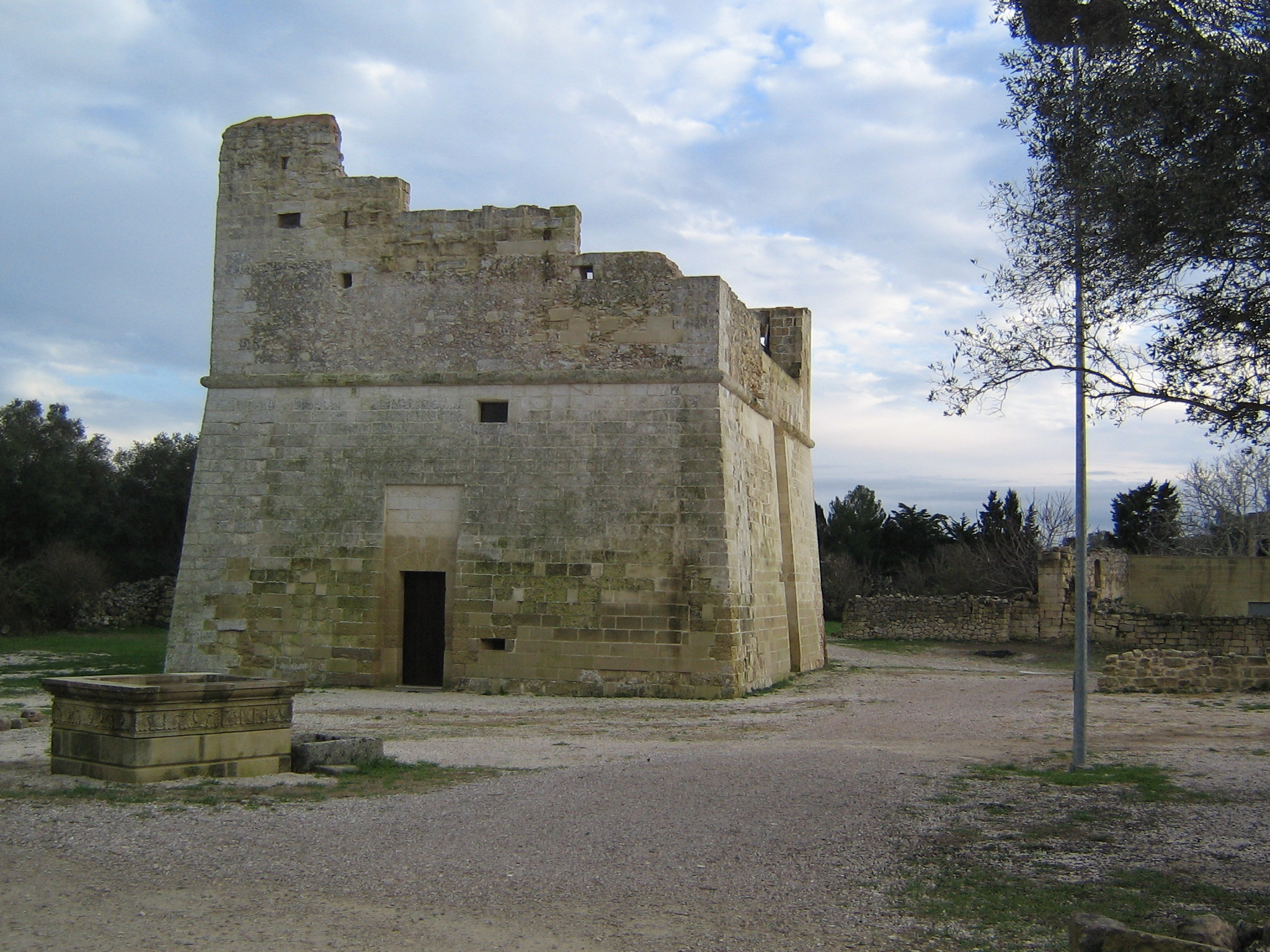
Вежа в Рокануова